# C/1996 N1 Brewington
C/1996 N1 (Brewington) è una cometa non periodica che è stata scoperta il 4 luglio 1996 . La cometa ha una MOID con la Terra di sole 0,0583 UA.